# Science-Fiction-Jahr 1844
Übersicht

◄◄ | ◄ | 1840 | 1841 | 1842 | 1843 | Science-Fiction-Jahr 1844 | 1845 | 1846 | 1847 | 1848 | ► | ►►

Weitere Ereignisse

## Neuerscheinungen Literatur
| Deutscher Titel     | Deutschsprachiges Erscheinungsjahr | Originaltitel         | Autor               | Anmerkungen |
| ------------------- | ---------------------------------- | --------------------- | ------------------- | ----------- |
| Rappaccinis Tochter | 1923                               | Rappaccini’s Daughter | Nathaniel Hawthorne |             |

## Geboren
- Martin Böhm († 1912)
- Michael Flürscheim († 1912)